# Peace & Love
Peace & Love, engelska för "fred och kärlek", var en musik- och kulturfestival i Borlänge som växte till Sveriges största festival åren 2009–2012. 2011 såldes 50 000 biljetter till festivalen. Trots detta drabbades Peace & Love AB av ekonomiska problem och den 28 maj 2013 ställde man in årets festival och begärde bolaget i konkurs på grund av för låg biljettförsäljning.
Hösten 2013 påbörjades planeringen och återuppbyggnaden av ett nytt Peace & Love och namnet på evenemanget och mötesplatsen inför 2014 var Peace & Love World Forum. Bakom det nya projektet stod den ideella stiftelsen Peace & Love Foundation. Peace & Love World Forum 2014 blev en första introduktion till det "nya" Peace & Love och man gjorde en nystart med omkring 5 000 besökare under de båda dagarna.
Inför 2015 satsade man på att genomföra en mer ambitiös festival under tre dagar. Man kunde detta år räkna in drygt 24 000 besökare under de tre festivaldagarna.
Peace & Love bildades 1999 som en förening och arrangerade då sin första festival i centrala Borlänge. Ursprungstanken de första åren var att motverka våld, rasism och främlingsfientlighet i Borlänge och i Dalarna. Efter en tid övergick arbetet till sprida positiva värden kring ledorden mångfald, gemenskap och förståelse. Andra delar inom Peace & Love, förutom festivalen, är Föreningen Peace & Love, den ideella organisationen och stiftelsen Peace & Love Foundation, samt Café Peace & Love.
Några av de hundratals akter som uppträtt på festivalen är Bob Dylan, Jay-Z, Patti Smith, Mötley Crue, Rihanna, M.I.A., Sex Pistols, Håkan Hellström, Kent, Mando Diao, Sugarplum Fairy, Manu Chao, Alice Cooper, Iggy & The Stooges, New York Dolls, Bad Religion, Robyn, John Fogerty, The Strokes, Roxette, Ziggy Marley, Kings of Leon, Rise Against, Regina Spektor, Mumford & Sons, Babyshambles, Crash Nomada (9 gånger), Lykke Li, The Waterboys, Lily Allen, Journey och Hanoi Rocks. Några av de många medverkande på Peace & Love Forum har varit Jesse Jackson, Patti Smith, Jan Eliasson, Bob Geldof

## Historik
Peace & Love grundades 1999 som en religiöst och politiskt obunden förening i Borlänge. Föreningen bildades i samband med Peace & Loves första arrangerade festival samma år och grundades av Jesper Heed, Henry Murtokangas och Michael Kvist. Festivalen ägde då rum i början av augusti.
Arrangemanget växte med åren från att vara en tvådagarsfestival på krogar till att bli Sveriges största festival med arrangemang även utomlands. Åren 1999–2003 hade festivalen runt 3 000 besökare och höll till på nattklubbar som Bolanche (1999) och Cozmoz (2000) för att 2001 byta form och flytta in till Borlänge centrum. 2003 fick festivalen ett rejält uppsving med 8 000 besökare för att sedan 2004–2005 öka till 10 000 besökare. 
År 2006 besöktes festivalen av cirka 15 000 personer och blev i och med det en av de största festivalerna i Sverige. Året därefter ökade antalet besökare ytterligare och 2007 besöktes festivalen av 20 000 personer .
Den 23 maj 2008 sålde Peace & Love rekordtidigt slut på sina 22 000 festivalpass. Senare blev även de 3 000 endagsbiljetterna slutsålda. Festivalen släppte fler campingpass och utökade med en extra camping .
Enligt Peace & Loves vision var arrangemanget mer än bara en vanlig musikfestival. Därför innehöll programmet även performance, nycirkus, föreläsningar, poesi, debatter med bland annat Göran Greider och Daniel Poohl, stand up och andra aktiviteter. Skateboarduppvisningar och massyoga har också förekommit under festivalen.
2009 utökades Peace & Love-konceptet med den ideella organisationen Peace & Love Foundation samt Café Peace & Love i Borlänge centrum. Besökarantalet på festivalen ökade igen och 41 685 biljetter såldes, vilket gjorde festivalen till Sveriges största. Under 2010 hölls festivalen mellan den 28 juni och 3 juli och slog nytt rekord med 42 000 sålda biljetter. Peace & Love-festivalen blev 2010 också först med att vinna en Rockbjörn i kategorin ”Årets festival”. 2010 bildades även artistagenturen Peace & Love Artists. 2011 såldes 50 000 biljetter till festivalen.
Några av banden återkom flera år, och det band som uppträtt flest gånger på Peace & Love är Borlängebandet Sugarplum Fairy. Bandet var med första gången 2001 och spelade sedan dess varje år på festivalen, med undantag för år 2011.
Trots sin storlek fick festivalen stora problem med att få ekonomin att gå runt, och när biljettförsäljningen till 2013 års festival sviktade meddelade Peace & Love AB den 28 maj 2013 att man ansökt om konkurs och därmed beslutat att ställa in årets festival.
Under hösten 2013 gick den ideella stiftelsen Peace & Love Foundation ut med att festivalen skulle återuppstå redan till sommaren 2014, under samma namn som den tidigare festivalen "Peace & Love" och som en omstart med en långsiktig plan för återetablering med ett nytt och utvecklat upplägg.[källa behövs]
På grund av Covid-19 tvingades festivalen 2020 ställas in. Strax därefter meddelades att festivalen begärt konkurs.

## Budskap

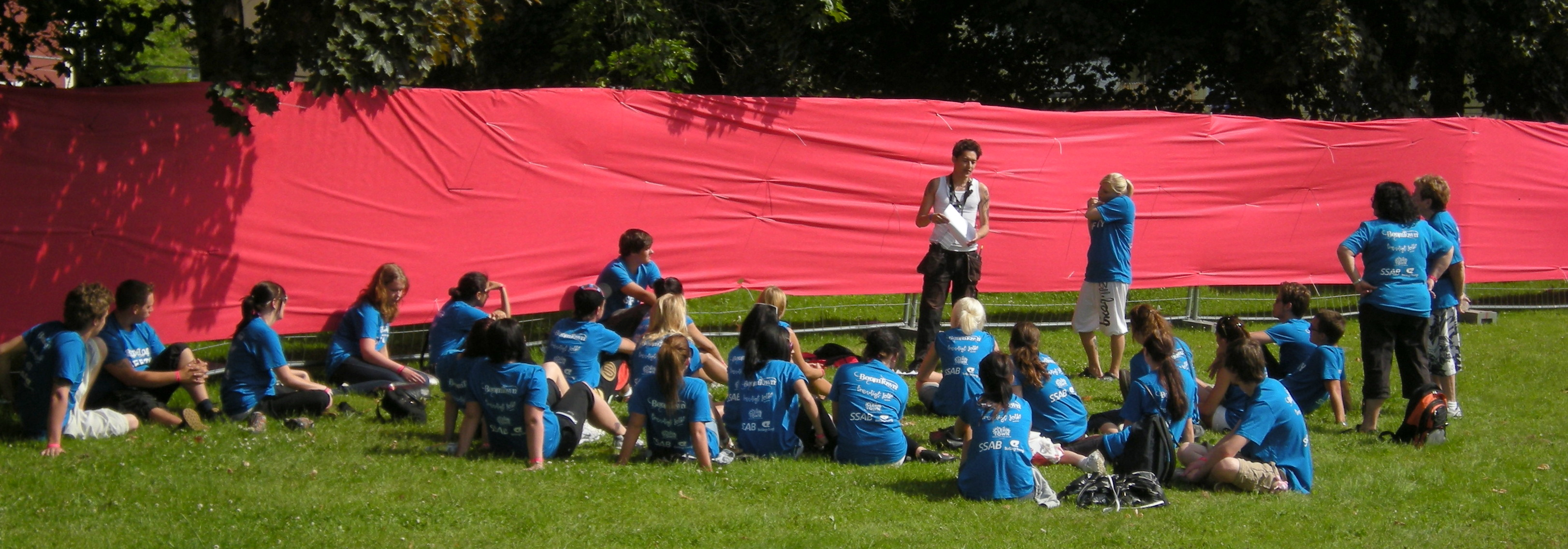
Utbildning av funktionärer till 2010 års festival.

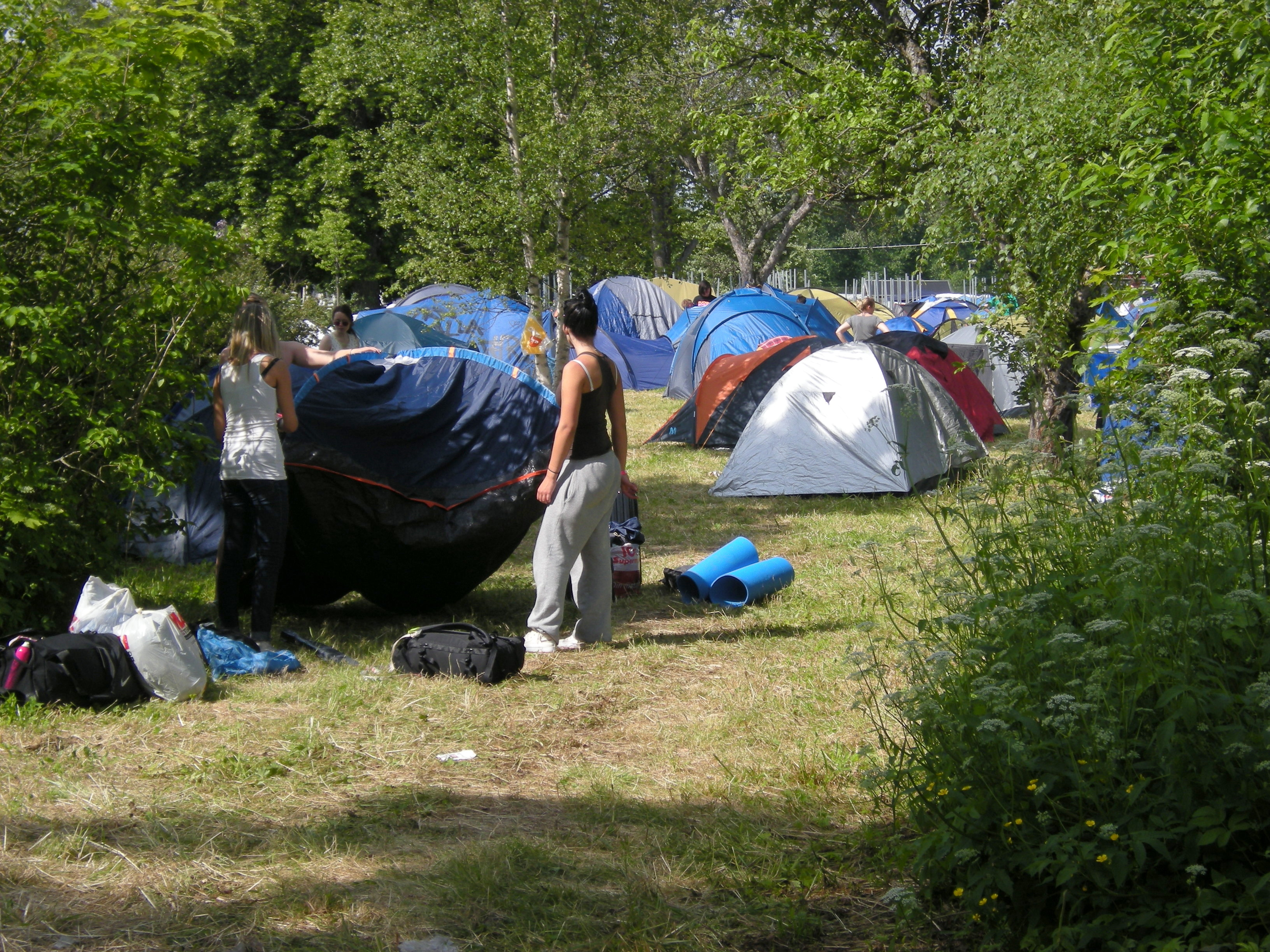
Campingen 2010.

Peace & Loves uttalade budskap var mångfald, gemenskap och förståelse. 
I samband med festivalen arrangerades även Peace & Love Forum, en integrerad del av festivalen. Forumet fick en mer organiserad form år 2004 och gav uttryck för debatter, seminarier, föreläsningar och andra kulturformer än musik.
Under festivalen samarbetade Peace & Love med budskapspartners. 2011 var dessa Amnesty International, Greenpeace, Unicef och WWF.

### Teman
- 2004 - Det fria ordet
- 2005 - Miljö
- 2006 - Demokrati
- 2007 - Revolution
- 2008 - Vakna!
- 2009 - Passion
- 2010 - Frihet
- 2011 - Mod, hopp och kärlek
- 2012 - En ny värld
- 2013 - Time for peace / Tid för fred (Inställd festival)
- 2014 - En hyllning till mångfald
- 2015 - Rise of the citizen
- 2016 - Hope
- 2017 - Jämställdhet
- 2018 - Valet är ditt

## Peace & Love i världen
Peace & Love har verkat mest i Borlänge men det har också arrangerats Peace & Love-festivaler utanför Sveriges gränser.

### Peace & Love i Chile
År 2008 arrangerades den första Peace & Love-festivalen utomlands. Platsen var Conchalí, en av de fattigaste kommunerna utanför Chiles huvudstad Santiago. Temadagar, festival, svenska och chilenska artister och föreläsare fanns på programmet. Det var huvudsakligen inhemska artister som medverkade i festivalen men de svenska artister som fanns med på resan var Mando Diao, Elias Åkesson, Advance Patrol och Miss Li.

### Peace & Love i USA
Peace & Love reste i mars 2009 över till Austin i Texas, USA för att medverka i Roky Ericksons festival Ice cream Social. Det hela började efter att Roky Erickson själv medverkade på Peace & Love festivalen 2008 tillsammans med The Nomads. Efter spelningen ville Roky göra fler spelningar för Peace & Love och idén om att Peace & Love kom till USA skapades. Under första vistelsen på festivalen i Austin tog Peace & Love med sig The Tallest Man on Earth som spelade på festivalen. Året därefter, 2010, åkte Peace & Love åter till Austin för att delta på festivalen och tog denna gång med sig Miss Li för att spela. Den årliga festivalen fortsatte och 2011 åkte Peace & Love till Austin i sällskap med sångerskan Hanna Turi.

### Peace & Love på Kuba
Under 2011 åkte Peace & Love till Kuba för att anordna festivalen Peace & Love Havana . Arrangemanget anordnades tillsammans med skivbolaget National och ägde rum den 25–26 mars. Artistlistan inkluderade både kubanska akter så som X Alfonso och Carlos Varela och de svenska akterna Timbuktu, Familjen, Looptroop Rockers och The Baboon Show. Hemlig gäst under Peace & Love Havana var nationalskalden Silvio Rodriguez. Festivalen ägde rum i Los Jardines de Las Tropical i Havanna den 25 och 26 mars. Entréavgiften var 20 kubanska pesos (c:a sex svenska kronor).

## Affischer genom tiderna
| 1999                                                                                            | 2000                                                                          | 2001                                                                                       | 2002                                                                                     | 2003                                                                                 |
| ----------------------------------------------------------------------------------------------- | ----------------------------------------------------------------------------- | ------------------------------------------------------------------------------------------ | ---------------------------------------------------------------------------------------- | ------------------------------------------------------------------------------------ |
|                                                                                                 |                                                                               |                                                                                            |                                                                                          |                                                                                      |
| Datum: 5 - 6 augusti                                                                            | Datum: 4 - 5 augusti                                                          | Datum: 3 - 4 augusti                                                                       | Datum: 5 - 6 juli                                                                        | Datum: 4 - 5 juli                                                                    |
| Antal dagar: 2                                                                                  | Antal dagar: 2                                                                | Antal dagar: 2                                                                             | Antal dagar: 2                                                                           | Antal dagar: 2                                                                       |
| Pris för festivalpass: 110 kr                                                                   | Pris för festivalpass: 320 kr                                                 | Pris för festivalpass: 350 kr                                                              | Pris för festivalpass: 290 kr                                                            | Pris för festivalpass: 290 kr                                                        |
| Antal besökare: 900                                                                             | Antal besökare: 2 500                                                         | Antal besökare: 3 000                                                                      | Antal besökare: 3 500                                                                    | Antal besökare: 8 500                                                                |
| Artister: Ark Ken The Nomads                                                                    | Artister: Thåström Lars Winnerbäck Skurkarna                                  | Artister: Sator Backyard Babies Rikard Wolff                                               | Artister: The Latin Kings Sophie Zelmani Infinite Mass                                   | Artister: The Ark The Sounds Jakob Hellman                                           |
| 2004                                                                                            | 2005                                                                          | 2006                                                                                       | 2007                                                                                     | 2008                                                                                 |
|                                                                                                 |                                                                               |                                                                                            |                                                                                          |                                                                                      |
| Datum: 8 - 10 juli                                                                              | Datum: 8–9 juli                                                               | Datum: 4 - 8 juli                                                                          | Datum: 26 - 30 juni                                                                      | Datum: 23–28 juni                                                                    |
| Antal dagar: 3                                                                                  | Antal dagar: 2                                                                | Antal dagar: 5                                                                             | Antal dagar: 5                                                                           | Antal dagar: 6                                                                       |
| Pris festivalpass+camping: - kr                                                                 | Pris festivalpass+camping: - kr                                               | Pris festivalpass+camping: - kr                                                            | Pris festivalpass+camping: - kr                                                          | Pris festivalpass+camping: 1 295 kr                                                  |
| Pris för festivalpass: 520 kr                                                                   | Pris för festivalpass: 590 kr                                                 | Pris för festivalpass: 750 kr                                                              | Pris för festivalpass: 995 kr                                                            | Pris för festivalpass: 1 195 kr                                                      |
| Antal besökare: 10 000                                                                          | Antal besökare: 10 000                                                        | Antal besökare: 15 000                                                                     | Antal besökare: 20 000                                                                   | Antal besökare: 25 000                                                               |
| Artister: Motörhead [UK] Hanoi Rocks [FI] Broder Daniel Lisa Miskovsky The Latin Kings          | Artister: Ulf Lundell Thomas Di Leva Håkan Hellström The Ark The Hellacopters | Artister: Patti Smith [US] New York Dolls [US] The Cardigans Thåström Håkan Hellström      | Artister: Iggy & The Stooges [US] Alice Cooper [US] The Ark Mando Diao The Waterboys[UK] | Artister: Sex Pistols [UK] Manu Chao [FR/ES] Kent Håkan Hellström In Flames          |
| 2009                                                                                            | 2010                                                                          | 2011                                                                                       | 2012                                                                                     | 2013                                                                                 |
|                                                                                                 |                                                                               |                                                                                            |                                                                                          |                                                                                      |
| Datum: 22 - 27 juni                                                                             | Datum: 28 juni - 3 juli                                                       | Datum: 28 juni – 2 juli                                                                    | Datum: 26 juni – 30 juni                                                                 | Datum: 25 juni – 29 juni (Inställd/Konkurs)                                          |
| Antal dagar: 6                                                                                  | Antal dagar: 6                                                                | Antal dagar: 5                                                                             | Antal dagar: 5                                                                           | Antal dagar: 5                                                                       |
| Pris festivalpass+camping: 1 445 kr                                                             | Pris festivalpass+camping: 1 645 kr                                           | Pris festivalpass+camping: 1 795 kr                                                        | Pris festivalpass+camping: 1 960 kr                                                      | Pris festivalpass+camping:                                                           |
| Pris för festivalpass: 1 295 kr                                                                 | Pris för festivalpass: 1 495 kr                                               | Pris för festivalpass: 1 645 kr                                                            | Pris för festivalpass: 1 760 kr                                                          | Pris för festivalpass:                                                               |
| Antal besökare: 41 685                                                                          | Antal besökare: 42 000                                                        | Antal besökare: 50 000                                                                     | Antal besökare: 48 621                                                                   | Antal besökare: 0                                                                    |
| Artister: Mötley Crüe [US] Håkan Hellström Faith no More [US] Lars Winnerbäck Babyshambles [UK] | Artister: Jay-Z [US] Lily Allen [UK] Patti Smith [US] The Kooks [US] Kent     | Artister: Bob Dylan [US] Kings of Leon [US] Journey [US] M.I.A. [UK] Deadmau5              | Artister: Rihanna [BB] Mumford & Sons [UK] Roxette Regina Spektor [US] Skrillex          | Artister: Depeche Mode [UK] Håkan Hellström Pet Shop Boys [UK] Maskinen Melanie [US] |
| 2014                                                                                            | 2015                                                                          | 2016                                                                                       | 2017                                                                                     | 2018                                                                                 |
|                                                                                                 |                                                                               |                                                                                            |                                                                                          |                                                                                      |
| Datum: 4 - 5 juli                                                                               | Datum: 2 - 4 juli                                                             | Datum: 7 - 9 juli                                                                          | Datum: 6 - 8 juli                                                                        | Datum: 5 - 7 juli                                                                    |
| Antal dagar: 2                                                                                  | Antal dagar: 3                                                                | Antal dagar: 3                                                                             | Antal dagar: 3                                                                           | Antal dagar: 3                                                                       |
| Pris festivalpass+camping: -                                                                    | Pris festivalpass+camping: 1 445 kr                                           | Pris festivalpass+camping: 1 545 kr                                                        | Pris festivalpass+camping: 1 745 kr                                                      | Pris festivalpass+camping: 1 995 kr                                                  |
| Pris för festivalpass:                                                                          | Pris för festivalpass: 1 195 kr                                               | Pris för festivalpass: 1 495 kr                                                            | Pris för festivalpass: 1 595 kr                                                          | Pris för festivalpass: 1 695 kr                                                      |
| Antal besökare: 2500                                                                            | Antal besökare: 10 000                                                        | Antal besökare: 30 000                                                                     | Antal besökare: 15 000                                                                   | Antal besökare: 15 000                                                               |
| Artister: Miss Li Johnossi Melissa Horn Ebbot Lundberg Kartellen Rootvälta                      | Artister: Veronica Maggio Sator Petter Timbuktu Ola salo D-A-D [DK]           | Artister: Lars Winnerbäck Jerry Williams Melissa Horn Hoffmaestro Backyard Babies Bob Hund | Artister: Miriam Bryant Icona Pop Dada Life The Sounds Miss Li The Hellacopters          | Artister: DJ Snake Petter Teddy Bears Inncer circle Thåström Wilmer X                |
| 2019                                                                                            | 2020                                                                          | 2021                                                                                       | 2022                                                                                     | 2023                                                                                 |
|                                                                                                 |                                                                               |                                                                                            |                                                                                          |                                                                                      |
| Datum: 4 - 6 juli                                                                               | Datum:                                                                        | Datum:                                                                                     | Datum:                                                                                   | Datum:                                                                               |
| Antal dagar: 3                                                                                  | Antal dagar:                                                                  | Antal dagar:                                                                               | Antal dagar:                                                                             | Antal dagar:                                                                         |
| Pris festivalpass+camping: 1 745 kr                                                             | Pris festivalpass+camping:                                                    | Pris festivalpass+camping:                                                                 | Pris festivalpass+camping:                                                               | Pris festivalpass+camping:                                                           |
| Pris för festivalpass: 1 595 kr                                                                 | Pris för festivalpass:                                                        | Pris för festivalpass:                                                                     | Pris för festivalpass:                                                                   | Pris för festivalpass:                                                               |
| Antal besökare: 5000                                                                            | Antal besökare:                                                               | Antal besökare:                                                                            | Antal besökare:                                                                          | Antal besökare:                                                                      |
| Artister: Bob Hund Desiigner Eagle-Eye Cherry Loreen Rebecca & Fiona Two Door Cinema Club       | Artister:                                                                     | Artister:                                                                                  | Artister:                                                                                | Artister:                                                                            |

## Peace & Love City
Festivalen inledde 2016 ett samarbete med idrottsföreningen Borlänge Bandy, som till följd av detta bytte namn till Peace & Love City.